# Resource Reservation Protocol
Resource reSerVation Protocol (RSVP) je protokol transportní vrstvy určený k rezervaci síťových prostředků (multicastové nebo unicastové datové toky). Je popsán v RFC 2205.
Definuje, jak jsou síťové prostředky rezervovány na aktivních prvcích mezi odesílatelem a příjemcem (např. určité přenosové rychlosti mohou být vyhrazeny pro aplikace, jako je přenos video streamů). Byl přijat jako internetový standard IETF. Nezajišťuje QoS uvnitř sítě, je to signalizační protokol, pomocí něhož se uživatelé dohodnou na realizaci QoS. Podporuje jak unicast, tak multicast. Pro multicast byl původně navržen.

## Základní principy
- jednosměrnost
- rezervaci inizializuje příjemce
- využívá se soft stavu — rezervace zdroje se musí pravidelně obnovovat, jinak jsou zdroje uvolněny. Brání se tím nekonečnému blokování prostředků